# 35. Golden Globe-gála
Az 35. Golden Globe-gálára 1978. január 28-án került sor, az 1977-ben mozikba, vagy képernyőkre került amerikai filmeket, illetve televíziós sorozatokat díjazó rendezvényt a kaliforniai Beverly Hillsben, a Beverly Hilton Hotelben tartották meg.
A 35. Golden Globe-gálán Red Skelton vehette át a Cecil B. DeMille-életműdíjat.

## Filmes díjak
A nyertesek félkövérrel jelölve.
| Legjobb filmes díjak | Legjobb filmes díjak |
| Legjobb filmdráma | Legjobb vígjáték vagy zenés film |
| --- | --- |
| - Fordulópont - Harmadik típusú találkozások - I Never Promised You a Rose Garden - Júlia - Csillagok háborúja IV: Egy új remény | - Hölgyem, Isten áldja! - Annie Hall - Magasfrász - New York, New York - Szombat esti láz |
| Legjobb filmes alakítások (filmdráma) | |
| Színész | Színésznő |
| - Richard Burton – Equus - Marcello Mastroianni – Egy különleges nap - Al Pacino – Bobby Deerfield - Gregory Peck – MacArthur - Henry Winkler – Hősök (Heroes) | - Jane Fonda – Júlia - Anne Bancroft – Fordulópont - Diane Keaton – Nappalok és éjszakák (Looking for Mr. Goodbar) - Kathleen Quinlan – I Never Promised You a Rose Garden - Gena Rowlands – Premier                             |
| Legjobb filmes alakítások (vígjáték vagy zenés film) | |
| Színész | Színésznő |
| - Richard Dreyfuss – Hölgyem, Isten áldja! - Woody Allen – Annie Hall - Mel Brooks – Magasfrász - Robert De Niro – New York, New York - John Travolta – Szombat esti láz | - Diane Keaton – Annie Hall - Marsha Mason – Hölgyem, Isten áldja! - Sally Field – Smokey és a bandita - Liza Minnelli – New York, New York - Helen Reddy – Peti sárkánya - Lily Tomlin – The Late Show                          |
| Legjobb mellékszereplők (filmdráma, vígjáték vagy zenés film) | |
| Színész | Színésznő |
| - Peter Firth – Equus - Mikhail Baryshnikov – Fordulópont - Alec Guinness – Csillagok háborúja IV: Egy új remény - Jason Robards – Júlia - Maximilian Schell – Júlia | - Vanessa Redgrave – Júlia - Joan Blondell – Premier - Leslie Browne – Fordulópont - Quinn Cummings – Hölgyem, Isten áldja! - Ann-Margret – Joseph Andrews - Lilia Skala – Roseland                                              |
| Egyéb | |
| Legjobb rendező | Legjobb forgatókönyv |
| - Herbert Ross – Fordulópont - Woody Allen – Annie Hall - George Lucas – Csillagok háborúja IV: Egy új remény - Steven Spielberg – Harmadik típusú találkozások - Fred Zinnemann – Júlia | - Neil Simon – Hölgyem, Isten áldja! - Woody Allen, Marshall Brickman – Annie Hall - Steven Spielberg – Harmadik típusú találkozások - Alvin Sargent – Júlia - Arthur Laurents – Fordulópont                                     |
| Legjobb eredeti filmzene | Legjobb eredeti filmbetétdal |
| - John Williams – Csillagok háborúja IV: Egy új remény - John Williams – Harmadik típusú találkozások - Joel Hirschhorn, Al Kasha – Peti sárkánya - Barry Gibb, Maurice Gibb, Robin Gibb, David Shire – Szombat esti láz - Marvin Hamlisch, Carole Bayer Sager – A kém, aki szeretett engem | - „You Light Up My Life” – You Light Up My Life - „Down Deep Inside” – A mélység - „New York, New York” – New York, New York - „How Deep Is Your Love” – Szombat esti láz - „Nobody Does It Better” – A kém, aki szeretett engem |
| Legjobb idegen nyelvű film | |
| - Egy különleges nap – Olaszország - Sokat akar a szarka... – Franciaország - Előttem az élet – Franciaország - A vágy titokzatos tárgya – Franciaország/Spanyolország - Nevelj hollót... – Spanyolország                                                                                   | |

## Televíziós díjak
A nyertesek félkövérrel jelölve.
| Legjobb televíziós sorozatok | Legjobb televíziós sorozatok |
| Filmdráma | Vígjáték vagy zenés film |
| --- | --- |
| - Gyökerek - Charlie angyalai - Columbo - Family - Starsky és Hutch - Upstairs, Dwonstairs                                                       | - All in the Family - Barney Miller - The Carol Burnett Show - Happy Days - Laverne & Shirley |
| Minisorozat vagy tévéfilm | |
| - Támadás Entebbénél - Just a Little Inconvenience - Mary Jane Harper Cried Last Night - Mary White - Something for Joey                         | |
| Legjobb alakítás televíziós sorozatban (filmdráma)                                                                                               | |
| Színész | Színésznő |
| - Edward Asner – Lou Grant - Robert Conrad – Baa Baa Black Sheep - Peter Falk – Columbo - James Garner – Rockford nyomoz - Telly Savalas – Kojak | - Lesley Ann Warren – Harold Robbins' 79 Park Avenue - Angie Dickinson – Police Woman - Kate Jackson – Charlie angyalai - Leslie Uggams – Gyökerek - Lindsay Wagner – The Bionic Woman                              |
| Legjobb alakítás televíziós sorozatban (vígjáték vagy zenés film)                                                                                | |
| Színész | Színésznő |
| - Henry Winkler – Happy Days - Alan Alda – MASH - Ron Howard – Happy Days - Hal Linden – Barney Miller - Carroll O'Connor – All in the Family    | - Carol Burnett – The Carol Burnett Show - Beatrice Arthur – Maude - Penny Marshall – Laverne & Shirley - Isabel Sanford – The Jeffersons - Jean Stapleton – All in the Family - Cindy Williams – Laverne & Shirley |

## Különdíjak

### Cecil B. DeMille-életműdíj
A Cecil B. DeMille-életműdíjat Red Skelton vehette át.

### Miss/Mr.Golden Globe
- Elizabeth Stack[3]

## Fordítás
Ez a szócikk részben vagy egészben  a(z)   35th Golden Globe Awards című angol Wikipédia-szócikk fordításán alapul.  Az eredeti cikk szerkesztőit annak laptörténete sorolja fel. Ez a jelzés csupán a megfogalmazás eredetét és a szerzői jogokat jelzi, nem szolgál a cikkben szereplő információk forrásmegjelöléseként.